# Dolichopus angularis
Dolichopus angularis är en tvåvingeart som beskrevs av Macquart 1842. Dolichopus angularis ingår i släktet Dolichopus och familjen styltflugor. Inga underarter finns listade i Catalogue of Life.